# Сибиряков, Иван Семёнович
Иван Семёнович Сибиряков (ум. 1848) — русский театральный актёр и поэт, суфлёр.

## Биография
Об его детстве информации практически не сохранилось, да и прочие биографические сведения о нём очень скудны и отрывочны; известно лишь, что он был уроженцем села Карманово на правобережье реки Осётр, в пяти километрах на юг от Зарайска, где являлся крепостным крестьянином одного рязанского помещика П—ва, четыре года учился грамоте в московском народном училище (где за прилежание получил награду), после этого уже 13 лет от роду был отдан на обучение в кондитеры. Рано почувствовав влечение к самообразованию, Сибиряков усердно занимался чтением и урывал время на посещение московского театра. 
В 17 лет, уже выучившись ремеслу кондитера, он был увезён в Рязань, где начал играть на сцене, в труппе своего господина, содержавшего свой театр. В 1812 году Сибиряков был продан Дмитрию Николаевичу Маслову, который, отправляясь в поход, взял его с собой в качестве слуги; таким образом, Сибиряков побывал в Польше, Силезии, Саксонии, Пруссии, Богемии и Голштинии, выучился в это время немецкому языку и постоянно упражнялся в писании стихов, — к чему с ранних лет имел сильное влечение. 
Вернувшись в Россию по окончании войны с Францией, Сибиряков стал деятельнее стремиться к достижению давно лелеянной им мысли о свободе. Так, в 1817 году, во время проезда через Рязань Александра I Сибиряков вознамерился подать ему стихотворение, написанное им в честь императора; но сделать этого ему не удалось, и стихи попали в руки флигель-адъютанта Александра І — А. И. Михайловского-Данилевского, который обещал Сибирякову хлопотать за него. Мало-помалу в обществе и даже в печати стали говорить о тяжелом положении крепостного поэта Сибирякова, и у него появились защитники и ходатаи: так, П. П. Свиньин поместил в «Трудах общества любителей Российской словесности» за 1818 год (том XII, страницы 86—99) статью, посвященную Сибирякову и обнародовал в ней несколько его стихотворений, а вслед за тем статья эта была перепечатана в «Вестнике Европы» и «Отечественных Записках»; в то же время в судьбе Сибирякова приняли участие многие литераторы, среди которых были: Жуковский, князь П. А. Вяземский, Ф. Н. Глинка, братья Тургеневы и петербургский генерал-губернатор граф М. А. Милорадович. Последний написал письмо к Д. Н. Маслову, бывшему в это время рязанским губернским предводителем дворянства, с вопросом относительно выкупа Сибирякова, и хотя помещик запросил огромную цену в 10 тысяч рублей, сумма эта скоро была собрана путем добровольных пожертвований. 
В 1820 году Иван Семёнович Сибиряков получил свободу, а А. И. Тургенев определил его в число канцелярских служителей департамента духовных дел. Вскоре, однако, Сибиряков поступил на санкт-петербургскую сцену и дебютировал в роли Солимана в комедии «Три султанши», но дебют был неудачен, и Сибиряков, оценив свой потенциал, занял должность суфлёра Александринского театра. 
По словам П. А. Каратыгина: 
«Поэт и артист в душе, Сибиряков, всегда с живейшим участием следил из своей суфлерской будки за игрою артистов, особенно в новых ролях, и, увлекаясь талантливейшими, плакал и, подчас, аплодировал».
В закулисном мире Сибиряков любили за его услужливость, простосердечие и добродушие. Сибиряков предавался слабости к крепким напиткам и это отчасти стало причиной его смерти, последовавшей от холеры 28 июня 1848 года, когда Сибиряков находился уже в отставке, выслужив по театру пенсию; погребен он был на Смоленском православном кладбище. 
Литературная деятельность Сибирякова была непродолжительна. Из произведений его наиболее известны следующие: несколько «опытов» его помещены в статье «Природный русский стихотворец» (в «Трудах общества любителей российской словесности», 1818 г. и в «Отечественных Записках», 1819 г.); отрывок из баллады «Всемила и Милон» («Вестник Европы», 1818 г., ч. 102, № 24, стр. 255—257), отрывок из послания к N («Вестник Европы», стр. 257—258), надпись к портрету («Вестник Европы», стр. 258); «Ответ канарейки», басня («Вестник Европы», стр. 259); «А. М. Колосовой. После вторичного представления трагедии „Мария Стюарт, королева Шотландская“» («Благонамеренный», 1821 г., ч. XIV, № 10, прибавление, стр. 28); «Актриса Ашебрант и князь Б—ский. Гамбург. 1814». («Дамский Журнал», 1830 г., ч. XXIX, № 9, стр. 129—134); «Эпитафия» и «К неверной» (там же, 1830 г., ч. XXXI, стр. 90); «Оленька, счастливая сирота», повесть, с подписью «И. С—ков» (там же, № 36 и 37); "Куплеты из водевиля «Другой суженый, или В день свадьбы дуэль» (там же, ч. XXXII, № 45 и 46, стр. 69—70) и «Куплеты из водевиля „Урок от молодой жены, или Хитрость против ревности“» (там же, стр. 70—72), в альманахе «Вечера», 1831 г. (ч. II, стр. 125), также помещено его стихотворение; кроме того, «один из лучших прозаических отрывков» Сибирякова помещен был М. Н. Макаровым в XX части «Трудов общества любителей российской словесности», а в «Отечественных Записках» 1821 года (ч. VIII, стр. 279—282) было напечатано благодарственное письмо Сибирякова к его освободителям.